# Porphyrion

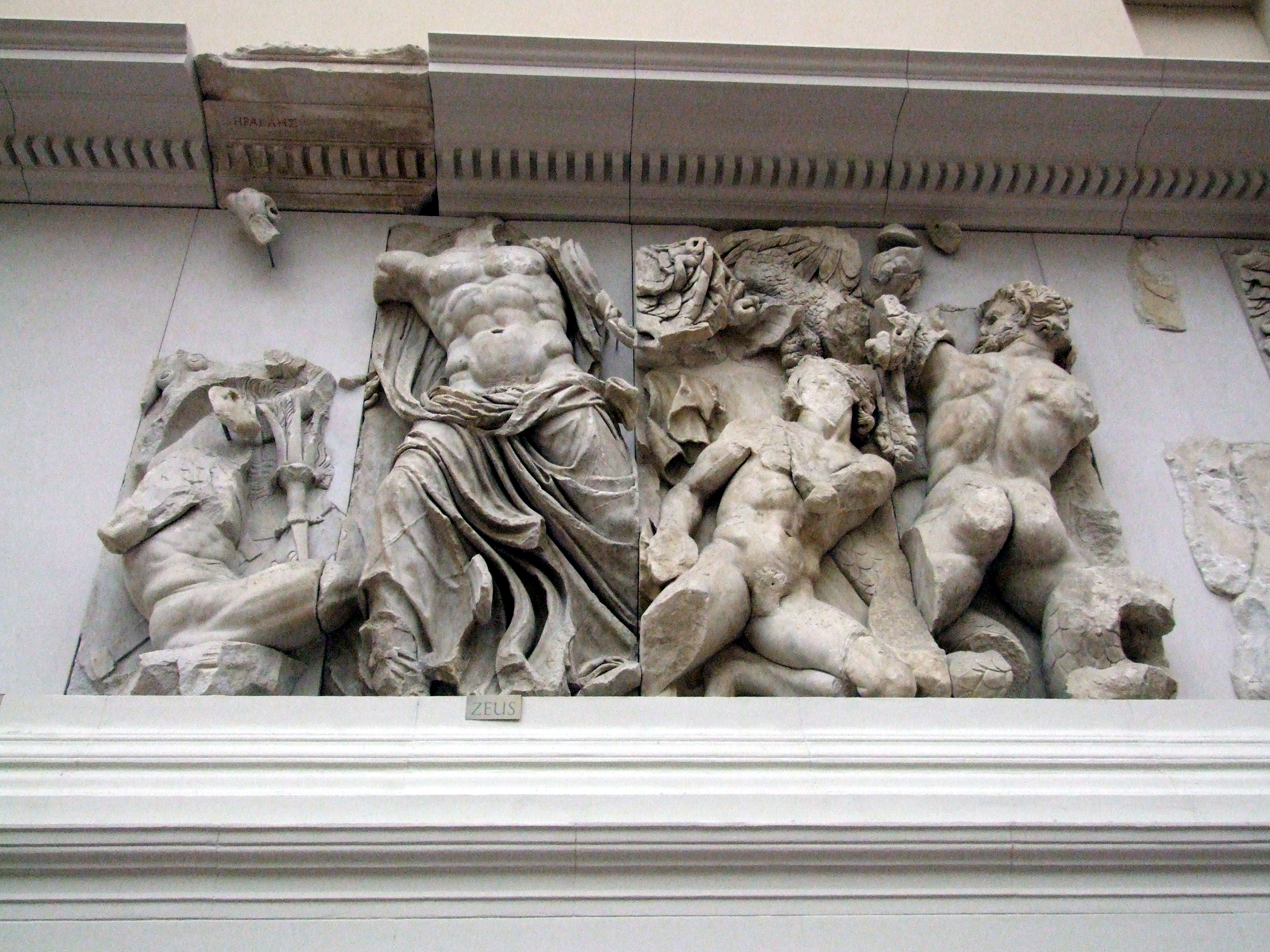
Eine künstlerische Darstellung findet sich auf den großen Fries des Pergamonaltars: Zeus (links) kämpft mit Porphyrion (rechts zu Boden sinkend)

Porphyrion (altgriechisch Πορφυρίων Porphyríōn) ist ein Gigant der griechischen Mythologie.
Er ist Sohn der Gaia und des Blutes des entmannten Uranos und war einer der Giganten, die in der Gigantomachie die olympischen Götter angriffen. Er wurde, als er Hera angriff, von Zeus mit einem Donnerkeil niedergestreckt und dann von Herakles mit einem Pfeil getötet.